# Viertel (Brémy)

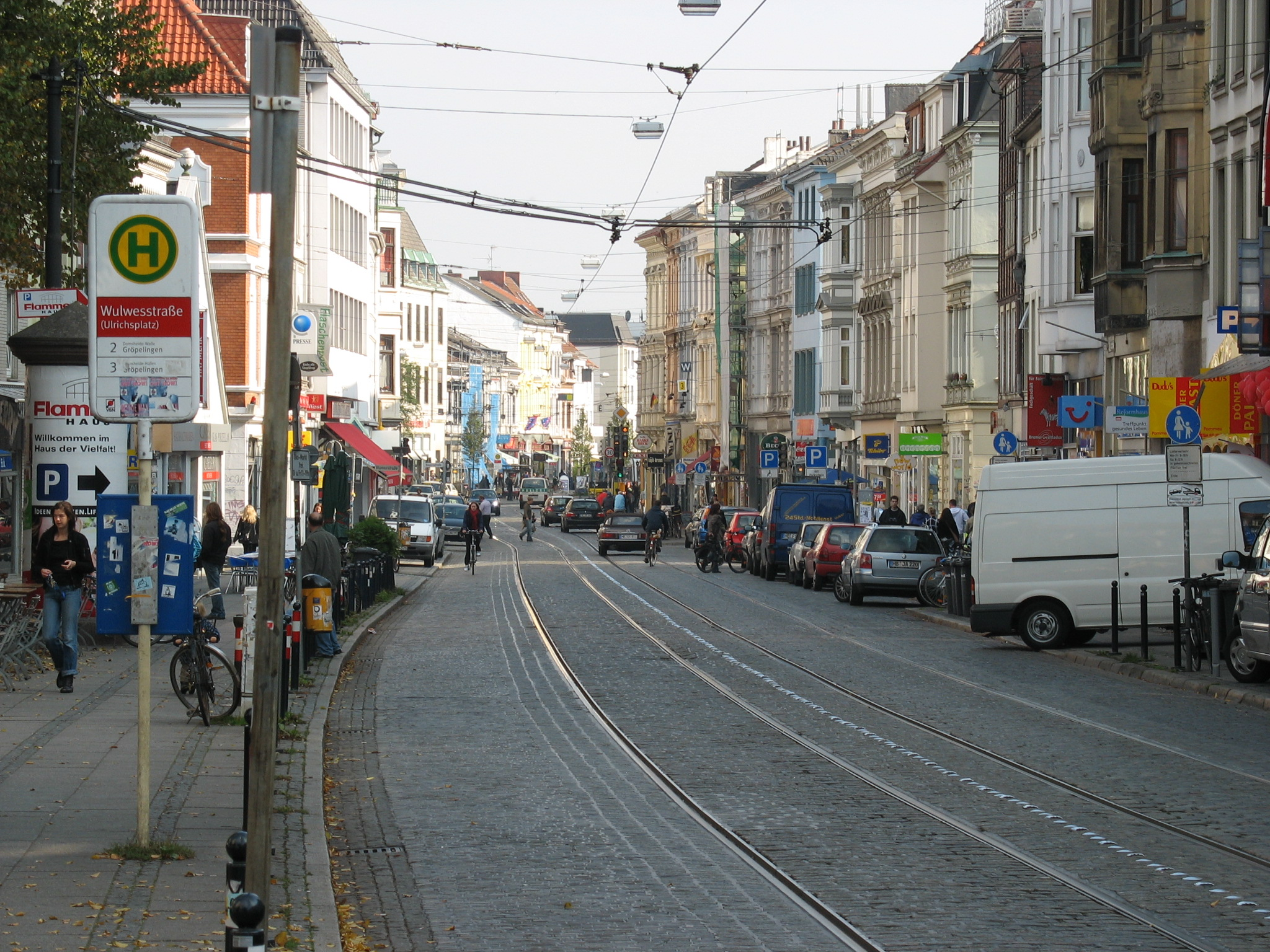
Viertel (Brémy)

Viertel (něm. "čtvrť") je hovorové označení pro některé části Ostertoru a Steintoru v Brémách. Nachází se východně od historické části města. Ve Viertelu se nachází kavárny, restaurace a módní obchody.

## Historie
Viertel byl vybudován od poloviny 19. století do 30. let 20. století. Nachází se zde budovy (typické brémské domy, Bremer Häuser) v historizujícím, neoklasicistním a secesním slohu. V druhé polovině 20. století se uvažovalo o zboření části zástavby a vybudování rychlostní silnice. Po protestech bylo od těch plánů v roce 1973 upuštěno.